# 黑色決殺令
《黑色決殺令》（英語：Black Dynamite）是一部2009年美國黑人剝削動作喜劇片，由史考特·山德斯執導並與邁克·賈·懷特、拜倫·明斯共同撰寫劇本。電影主演包括懷特、湯米·戴維森和莎莉·理察森。其劇情描述前CIA探員黑色炸藥在為自己死去的弟弟復仇的同時，也打算清除正在蹂躪社會的新種毒品。
該片是對黑人剝削題材的惡搞，它甚至在劇本完成前就已有預告片和資金。《黑色決殺令》以超16毫米的格式在二十天內拍攝完成，並於2009年10月16日在美國上映，為期僅兩週；在此前，該片已於2009年日舞影展和多倫多暗黑影展上放映。《黑色決殺令》在影評界和觀眾間皆獲得了好評，普遍稱讚片中的喜劇效果和對於1970年代電影的致敬。

## 劇情
1970年代，越戰老兵兼前中央情報局（CIA）探員黑色炸藥在他的弟弟吉米被一個神祕的幕後組織殺害之後，發誓要清理橫行於街頭的毒販和流氓。黑色炸藥的前美國陸軍兼CIA同夥歐萊瑞將他恢復了CIA探員的職位，因為他們不希望黑色炸藥自己尋求復仇。在試圖追究吉米遇害事件的訊息時，他發現吉米實際上是為CIA秘密工作的成員。黑色炸藥還發現了該幕後組織正在用海洛因滲透至黑人孤兒院，使孤兒們開始學會使用毒品；這使孤兒院出生的黑色炸藥感到相當生氣，後他向當地的毒販宣戰，並成功清除了街頭上的毒販和流氓。之後，黑色炸藥與使自己感受到黑人權力的孤兒院負責人葛洛莉亞·格雷產生了感情。
在發現政府滲透了戒毒所後，黑色炸藥竊取了腐敗議員詹姆斯的帳簿，並得知了某批貨物非法運送到倉庫的情況。黑色炸藥和他的密友公牛角、街頭流氓奶油玉米、武裝領袖薩希德及兩名武裝分子襲擊了倉庫。該團隊在那發現了一個名為「代號堪薩斯」的暗號，但倉庫中並沒有毒品，而只有「蟒蛇」牌麥芽酒；該酒是一樣唯一獲得政府許可的品牌，其廣告標語為「給你哦哦哦！」。在一家小餐館，黑色炸藥和他的團隊破解了暗號「代號堪薩斯」，該暗號代表著讓非洲裔美國人喝下後會使陰莖變短，並呼應了廣告標語「給你哦哦哦！」真正的涵義為「給你小雞雞！」。但為時已晚，當黑色炸藥等人發現時，他的武裝分子同夥火藥味因喝下該麥芽酒而導致陰莖變短，使他們為了將火藥味從痛苦中解救出來而開槍殺死他。回到倉庫後，黑色炸藥發現歐萊瑞竟是邪惡計劃的一部分，儘管他只是遵循著命令。在他用計殺了歐萊瑞後，便從對講機中得知「代碼堪薩斯」的來源，對方待在功夫島上。
黑色炸藥抵達了功夫島，在那裡他發現自己的老對手惡魔吳博士，原來惡魔吳博士負責在那調配蟒蛇牌麥芽酒的祕方。在殺害薩希德和公牛角等人後，黑色炸藥放火燒了惡魔吳博士，並發現了整個行動的幕後策劃者來自於白宮。
之後，黑色炸藥和奶油玉米開直昇機前往白宮，但在黑色炸藥降落時，奶油玉米卻遭特勤局人員持火箭筒連人帶機摧毀。黑色炸藥一路來到了幕後主使人尼克森總統的面前，並為此與對方展開一場功夫對決。當尼克森手持暗殺林肯用槍對準黑色炸藥時，亞伯拉罕·林肯的幽靈出現在一幅畫上並將尼克森的槍打掉。當尼克森戰敗後，黑色炸藥威脅要揭露尼克森所掩蓋的事情，即為一系列尼克森被綁縛和異裝的醜照；尼克森乞求他殺了自己，但黑色炸藥拒絕並要求尼克森善待他們黑人同胞。黑色炸藥在離開前，因在先前的交手中傷害了第一夫人帕特·尼克森而過去向她道歉，與此同時，葛洛莉亞到此和黑色炸藥重聚；最後，在葛洛莉亞和帕特崇拜地看著黑色炸藥時，黑色炸藥發表了一段自己堅守正義、保護弱小的獨白。

## 演員
- 邁克·賈·懷特飾演黑色炸藥（Black Dynamite）
  - 強·肯特·埃里格（Jon Kent Ethridge）飾演12歲的黑色炸藥[5]
  - 尼爾·路易士（Neil Lewis）飾演18歲的黑色炸藥[5]
- 莎莉·理察森飾演葛洛莉亞·格雷（Gloria Gray）
- 亞森尼奧·霍爾（英语：Arsenio Hall）飾演可口冷凍（Tasty Freeze）
- 凱文·查普曼（英语：Kevin Chapman）飾演歐萊瑞（O'Leary）
- 湯米·戴維森（英语：Tommy Davidson）飾演奶油玉米（Cream Corn）
- 歐巴·貝柏托恩（英语：Obba Babatundé）飾演歐西里斯（Osiris）
- 李察·艾德森（英语：Richard Edson）飾演迪諾（Dino）
- 巴迪·路易士（英语：Buddy Lewis (comedian)）飾演火藥味（Gunsmoke）
- 布萊恩·麥奈特（英语：Brian McKnight）飾演甜食（Sweetmeat）
- 妮可·艾瑞·派克飾演瑪霍加妮·布萊克（Mahogany Black）
- 拜倫·明斯（Byron Minns）飾演公牛角（Bullhorn）
- 詹姆士·麥克馬努斯（James McManus）飾演理查·尼克森[5]
- 菲爾·莫里斯（英语：Phil Morris (actor)）飾演薩希德（Saheed）
- 塔克·斯摩伍德（英语：Tucker Smallwood）飾演蒙洛·詹姆斯議員（Congressman Monroe James）
- 妮可·沙利文（英语：Nicole Sullivan）飾演帕特·尼克森[5]
- 金·惠特莉（英语：Kym Whitley）飾演蜜糖蜂（Honeybee）
- 麥凱爾泰·威廉森（英语：Mykelti Williamson）飾演芝加哥狂風（Chicago Wind）
- 袁之正（英语：Roger Yuan）飾演惡魔吳博士（Fiendish Dr. Wu）
- 貝倫·范恩（英语：Baron Vaughn）飾演吉米（Jimmy）
- 皮特·安提科（Pete Antico）飾演亞伯拉罕·林肯[5]
- 史泰西·亞當斯（Stacy Adams）飾演珍妮護士（Nurse Jenny）
- 夏洛特·斯托克莉、賈斯汀·裘莉（Justine Joli）、沙爾曼·史塔爾（英语：Charmane Star）及愛莉卡·維頓（Erika Vuiton）飾演與黑色炸藥上床的女人

## 製作

### 發展

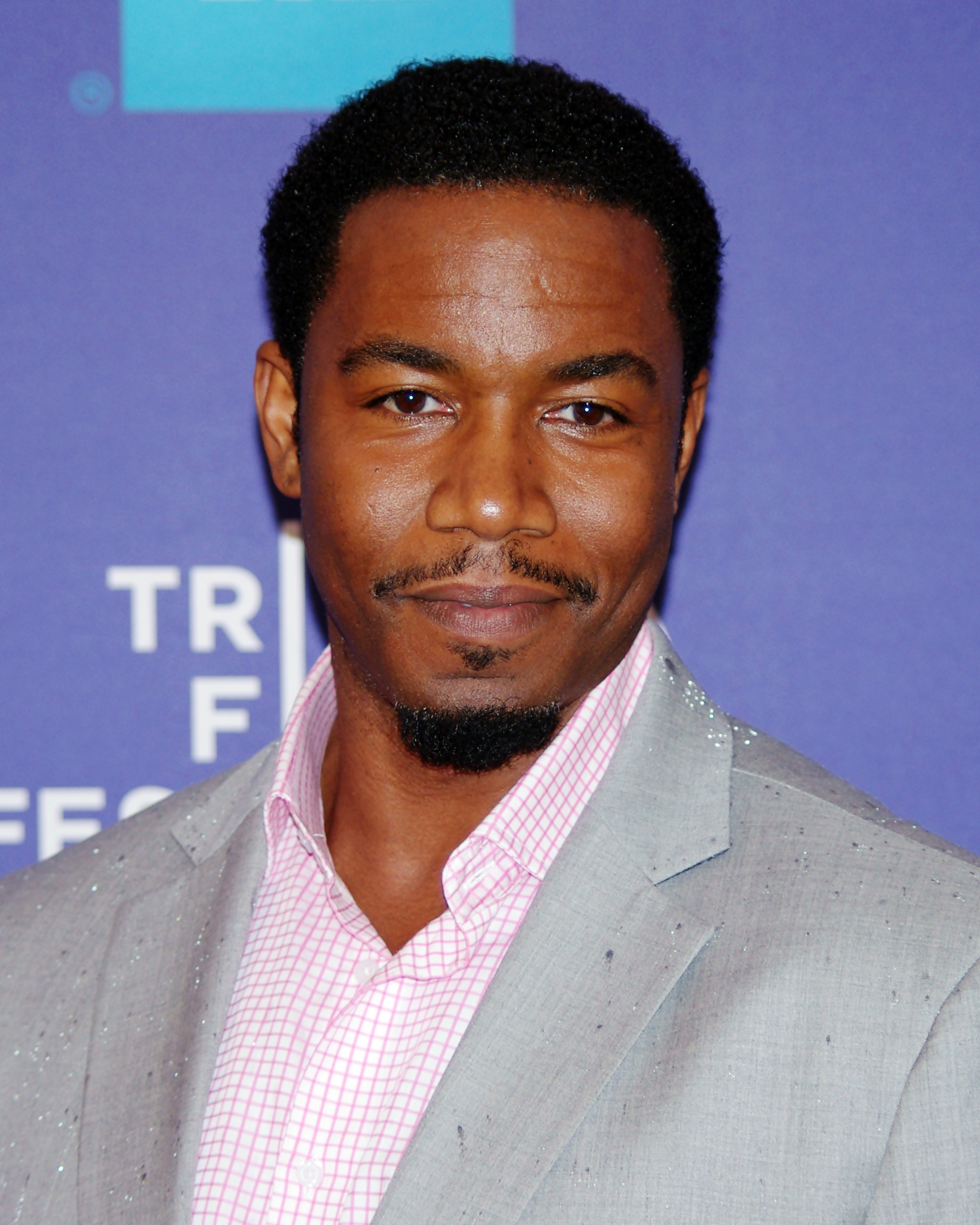
主演邁克·賈·懷特同時也是《黑色決殺令》故事的主要構想者。

最初於2006年4月左右，邁克·賈·懷特在聽著詹姆士·布朗的歌曲《Super Bad》時便已經有了《黑色決殺令》的想法。懷特還舉辦了黑人剝削電影聚會，在那他找到了電影的「滑稽的矛盾感」。之後，他租了件衣服並拍下來傳給史考特·山德斯，使山德斯對這概念深深地吸引。在電影的最後一幕中，採用了和懷特照片上同一件的藍色服裝。
在電影投入拍攝前，劇組就已拍攝了一支預告片以來籌集資金。在《黑色決殺令》中，還將老黑人剝削電影的畫面和阿道夫·凱撒的老配音合併並引入至片中。其預告片是以超8毫米膠片所拍攝的，價格約500美元，且還包含了大量的文化參考資料，這些資料都來自1970年代；如片中的角色提到的巴爾的摩小馬（1984年遷至印第安納波利斯），並對黑色炸藥的「五千美元汽車」和「百元西裝」而感到驚嘆。懷特和山德斯向製片人強·施坦因加特提供此概念後，對方表示：「喔，我的老天。好的，我們可以為此籌集資金。」
在獲得資金後，懷特、山德斯和拜倫·明斯合力花了三個星期來撰寫劇本。在撰寫過程中，明斯以自己「淵博的知識」來幫助他們更快地創作出劇本。

### 拍攝
攝影師蕭恩·莫勒使用了柯達超16毫米彩色反轉片膠捲來拍攝《黑色決殺令》，以獲得70年代許多低預算黑人剝削電影中常見的高對比度和飽和度。此外，劇組還將索尼影視娛樂的電影片段來引入片中作使用，如電視劇《Police Woman》（1974年）、《霹靂嬌娃》（1976年）和電影《北越歸來》（1984年）等。《黑色決殺令》在洛杉磯市區和雷莫特公園花了二十天拍攝，加上還有幾天的綠幕日和重拍日。該片的預算並不高，以至於他們不得不以和盜版電影相同的方式來利用經典的黑人剝削電影。山德斯和懷特要在片中完全將現代世界除去是相當困難的；山德斯擔心任何現代化的東西都可能破壞「整個幻想」。在製作過程中，而懷特與演員們都會單獨對戲，以維持他們的語調正確。
為了向低製作價值和「獨一無二」風格的黑人剝削電影作致敬，片中許多拍攝失誤是故意的。例如當黑色炸藥在桌上站起來的一個場景中，他的頭頂出現了一支紅色的懸臂式麥克風；此外，有些演員則在對戲時會將他們的舞台指導說出來。
此外，在選角期間，懷特將劇本發給了亞森尼奧·霍爾，且「當他讀到有著一名像袋鼠船長皮條客的時候」，他便接受了這個角色。

## 音樂
阿德里安·楊負責《黑色決殺令》的配樂和所有的作曲，並將歌詞寫在配樂中的每首歌曲上，除了《Shine》、《Cleaning Up The Streets》和《Gloria》之外。楊的配樂影響對象如寇帝·梅菲、艾薩克·海耶斯、顏尼歐·莫利克奈和武當幫。其中，莫利克奈的歐洲古典恐怖樂大大地影響了楊，而武當幫則幫助他專注於製作音樂。山德斯給了楊完全的創作空間，但他仍不得不努力地工作以打動片中的其他人。在紀錄樂曲時，楊使用了老式的錄音設備，之後再轉移至數位設備上。
片中的主題曲《Dynomite》是由查爾斯·休斯爵士所創作，它的副歌每次幾乎在黑色炸藥登場時都會播放。

## 發行
《黑色決殺令》於2009年1月18日在日舞影展上首映，且被索尼影視全球收購以「近200萬美元」的價位買下並發行於美國（家庭媒體）。2009年6月14日，《黑色決殺令》在西雅圖國際影展上擊敗了《危機倒數》等電影而贏得了金太空針獎最佳影片。2009年8月14日，該片也在多倫多暗黑影展上放映。
2009年8月25日，以比爾·波拉德和鮑勃·伯尼為首的新發行公司Apparition將負責《黑色決殺令》在美國的院線發行，為期僅兩週。

### 市場營銷
早於《黑色決殺令》全面發行前，官方便在網路上發起病毒式行銷，是以被稱作「Fight Smack in the Orphanage」（FSITO）的虛擬非營利組織為主。

### 家庭媒體
《黑色決殺令》於2010年2月16日以DVD和藍光的形式發行。這兩個版本都包含了音聲訪談、刪除片段、幕後製作和動漫展的問答板。此外，藍光版亦附了額外花絮和細節收錄。

## 反響

### 評價
《黑色決殺令》獲得了正面居多的評價。爛番茄根據63條評論，新鮮度持有83%，平均得分7.1 / 10；該網站共識：「一部對於1970年代黑人剝削電影的愛和細緻之諷刺性模仿，《黑色決殺令》對同仁家族足夠有趣，且對電影愛好者來說也夠高明。」。而在Metacritic上，則獲得了65分，這代表著「整體正面的評價」。
克里斯·哈德維克在自己的節目《The Nerdist Podcast》中聲稱該片為「我一生中看過最好的喜劇電影之一。」《娛樂周刊》的歐文·格萊貝曼在影評中寫道：「《黑色決殺令》將諷刺、懷舊和電影結構融合成一個獨一無二的喜劇高度」，並注意到山德斯捉住了語言和黑人剝削電影的感覺。知名影評人羅傑·伊伯特給了該片三顆星的評價（滿分四顆星），並表示：「《黑色決殺令》基本上都是正確的，而當它做錯時，這個錯是故意的，它知道這是在做什麼。」他補充說，該片精心複製了1970年代黑人剝削電影，以及帶回了非常需要的無謂裸露。
《紐約時報》的A·O·史考特認為，《黑色決殺令》比起拍一部長片，「在YouTube上的5分鐘短片」更為合適。史考特寫道：「一支懸臂式麥克風下移到框架中，一名演員與他的台詞一起朗誦著舞台指導，鏡頭放大、平移和轉移焦點，這就像是名驗光師在一場古柯鹼狂歡中進行著一樣。僵硬的演技、自我過頭到令人痛苦的對話、動作編排和剪輯看起來盡可能像個卡通。以在一種學術氛圍上，這一小段時間都很有趣。」在2012年的一次採訪中，「黑色炸藥」對史考特做出了回應，他說：「因為我們現在在這裡談論它，很顯然，A·O代表了那『混蛋的見解』。自2009年以來，這該死的電影大約每隔兩分鐘就會被轉推一次。」
《好萊塢報導》的詹姆斯·葛林伯格認為，這部片不會維持著大眾的關注，因為在所有細節中並沒有任何真實的故事。

### 票房
在美國，《黑色決殺令》僅七十間戲院和為期兩週的上映日。該片在首週末獲得了13萬1862美元的票房，兩週的總收入為24萬2578美元。最終，美國和加上國外的7536美元，而使該片的總票房為29萬6557美元。

## 衍生作

### 電視動畫
同名衍生電視動畫2012年7月15日起在卡通頻道的深夜頻道Adult Swim上播出，該動畫由《鄉下人》的製作團隊所製作。該劇在撥出兩季後，於2015年1月10日結束。

### 網路劇
2013年，克里斯·哈德維克的Nerdist News在其YouTube頻道上發布了一系列名為《Black Dynamite Model Citizen》的短片。該影片是對日本綜藝節目的一個模仿，其中還包括一名會講日語的黑色炸藥模特兒，同時也是對WWE前摔跤手、MMA鬥士及《美國角鬥士》運動員的致敬。曾的特別嘉賓包括了羅迪·派珀、小查佛·葛雷洛、克里斯·馬斯特斯、丹尼爾·波德爾、約翰·莫里森、坦克·阿伯特、喬許·巴奈特和金奧·利奧波多。

## 精神續集
在《黑色決殺令》上映前的2009年10月初，史考特·山德斯提到，如果該片能成功，他和主演邁克·賈·懷特便已經有了關於續集的想法。懷特在2012年4月接受采訪時表示，他希望在該年年底就開始拍攝續集。同年6月28日，懷特透露，自己和編劇拜倫·明斯都希望能將《黑色決殺令》發展成三部曲。後於10月18日，懷特將續集比喻為《閃亮的馬鞍》（1974年）和《布克與牧師》（1972年）的結合。2018年1月23日，懷特在網上發表了一支30秒的預告片，以暗示續集將於2018年內推出。2018年2月6日，懷特證實下一部電影不會被命名為《黑色決殺令2》，而是以黑人西部喜劇片《不法之徒约翰尼·布莱克》作為《黑色決殺令》的半續集電影；同時他也發起了一場眾籌活動，來募集該片的資金。《不法之徒约翰尼·布莱克》於2023年發行。

## 備註
1. ↑  懸臂式麥克風入鏡的一景象在魯比·雷·摩爾（英语：Rudy Ray Moore）的電影中很常見，如《多麥特（英语：Dolemite）》（1975年）。
2. ↑  在片中，有一名演員將自己的舞台指導「武裝分子嚇了一跳」說出，並繼續說「你是怎麼進來的？」

## 外部連結
- 官方网站
- 互联网电影数据库（IMDb）上《黑色決殺令》的资料（英文）
- Box Office Mojo上《黑色決殺令》的資料（英文）
- Metacritic上《黑色決殺令》的資料（英文）
- 爛番茄上《黑色決殺令》的資料（英文）